# 皮奥伊州拉戈阿-杜巴鲁
皮奥伊州拉戈阿-杜巴鲁（葡萄牙語：Lagoa do Barro do Piauí）是巴西皮奥伊州的一个市镇。总面积1300.538平方公里，总人口4597人，人口密度3.5人/平方公里。